# Championnat de Porto Rico de basket-ball
Le Baloncesto Superior Nacional est une ligue de basket-ball professionnelle portoricaine, créée en 1930. Ce championnat regroupe 12 équipes. Chaque équipe s'affronte à quatre reprises, soit un total de 36 matchs lors de la saison régulière. Les huit premières équipes sont qualifiées pour les play-offs. La finale se dispute au meilleur des sept matchs.

## Historique
La ligue est connue pour compter de nombreux entraîneurs de renommée internationale, dont certains membres du Basketball Hall of Fame, tels Tex Winter et Red Holzman, qui ont dirigé Leones de Ponce dans les années 1960, et Phil Jackson, qui a entraîné Piratas de Quebradillas dans les années 1980. D'autres entraîneurs ont dirigé des équipes de la BSN dont Lou Rossini, Del Harris, P.J. Carlesimo, Bernie Bickerstaff et Herb Brown.

## Bilan par club
| Équipe                    | Finales | Champions | Finalistes | Années de victoires                                                                            | Années de finales                                                        |
| ------------------------- | ------- | --------- | ---------- | ---------------------------------------------------------------------------------------------- | ------------------------------------------------------------------------ |
| Vaqueros de Bayamón       | 26      | 16        | 10         | 1933, 1935, 1967, 1969, 1971, 1972, 1973, 1974, 1975, 1981, 1988, 1995, 1996, 2009, 2020, 2022 | 1930, 1934, 1970, 2001, 2002, 2005, 2010, 2016, 2018, 2023               |
| Atléticos de San Germán   | 26      | 14        | 12         | 1932, 1938, 1939, 1941, 1942, 1942-1943,1947, 1948, 1949, 1950, 1985, 1991, 1994, 1997         | 1931, 1933, 1936*, 1938*, 1940, 1954, 1955, 1956, 1957, 1965, 1986, 2022 |
| Leones de Ponce           | 25      | 14        | 11         | 1952, 1954, 1960, 1961, 1964, 1965, 1966, 1990, 1992, 1993, 2002, 2004, 2014, 2015             | 1949, 1958, 1963, 1967, 1989, 1995, 1996, 1998, 2003, 2013, 2019         |
| Capitanes de Arecibo      | 19      | 8         | 11         | 1959, 2005, 2008, 2010, 2011, 2016, 2018, 2021                                                 | 1932, 1946, 1948, 1961, 1966, 1992, 2007, 2012, 2014, 2015, 2017         |
| Cangrejeros de Santurce   | 14      | 8         | 6          | 1962, 1968, 1998, 1999, 2000, 2001, 2003, 2007                                                 | 1942, 1942-1943, 1951, 1952, 1964, 2006                                  |
| Piratas de Quebradillas   | 18      | 6         | 12         | 1970, 1977, 1978, 1979, 2013, 2017                                                             | 1937, 1972, 1973, 1975, 1976, 1980, 1982, 1999, 2000, 2009, 2011, 2020   |
| Cardenales de Río Piedras | 15      | 6         | 9          | 1946, 1955, 1956, 1957,1963, 1976                                                              | 1941, 1947, 1959, 1960, 1962, 1968, 1969, 1971, 1977                     |
| Capitalinos de San Juan   | 9       | 5         | 4          | 1930, 1931, 1940, 1945, 1958                                                                   | 1943, 1944, 1950, 1974                                                   |
| Mets de Guaynabo          | 10      | 3         | 7          | 1980, 1982, 1989                                                                               | 1978, 1981, 1983, 1985, 1990, 1993, 2021                                 |
| Vega Baja                 | 4       | 2         | 2          | 1934, 1937                                                                                     | 1935, 1939                                                               |
| Indios de Canóvanas       | 3       | 2         | 1          | 1983, 1984                                                                                     | 1988                                                                     |
| Université de Porto Rico  | 3       | 2         | 1          | 1944, 1951                                                                                     | 1945                                                                     |
| Criollos de Caguas        | 2       | 2         | 0          | 2006, 2024                                                                                     | —                                                                        |
| Polluelos de Aibonito     | 2       | 1         | 1          | 1986                                                                                           | 1987                                                                     |
| Gigantes de Carolina      | 4       | 1         | 3          | 2023                                                                                           | 1979, 1997, 2008                                                         |
| Club Náutico San Juan     | 1       | 1         | 0          | 1936                                                                                           | —                                                                        |
| Titanes de Morovis        | 1       | 1         | 0          | 1987                                                                                           | —                                                                        |
| Indios de Mayagüez        | 1       | 1         | 0          | 2012                                                                                           | —                                                                        |
| Santeros de Aguada        | 1       | 1         | 0          | 2019                                                                                           | —                                                                        |
| Brujos de Guayama         | 2       | 0         | 2          | —                                                                                              | 1991, 1994                                                               |
| Gallitos de Isabela       | 1       | 0         | 1          | —                                                                                              | 1984                                                                     |
| Maratonistas de Coamo     | 1       | 0         | 1          | —                                                                                              | 2004                                                                     |
| Osos de Manatí            | 1       | 0         | 1          | —                                                                                              | 2024                                                                     |

- *Ces titres ont été gagnés par l'équipe de Farmacia Martin qui a fusionné avec l'Atléticos de San Germán[1].